# Musikjahr 1809
Liste der Musikjahre

◄◄ | ◄ | 1805 | 1806 | 1807 | 1808 | Musikjahr 1809 | 1810 | 1811 | 1812 | 1813 | ► | ►►

Weitere Ereignisse
Dieser Artikel behandelt das Musikjahr 1809.

## Ereignisse
- 24. Januar: Carl Friedrich Zelter gründet in Berlin die erste deutsche Liedertafel.
- 10. Mai: In Wien müssen Aufführungen des Fidelio von Ludwig van Beethoven für diesen und den nächsten Tag abgesagt werden, da die in Schönbrunn eingetroffenen napoleonischen Truppen androhen, die Stadt zu beschießen.
- 15. Juni: Bei der Trauerfeier in der Schottenkirche in Wien anlässlich des Todes von Joseph Haydn wird unter anderem das Requiem von Wolfgang Amadeus Mozart gespielt.
- 18. September: Das 1808 zerstörte Theatre Royal, das spätere Royal Opera House in Covent Garden, London wird mit einer Aufführung von Shakespeares Macbeth wiedereröffnet.

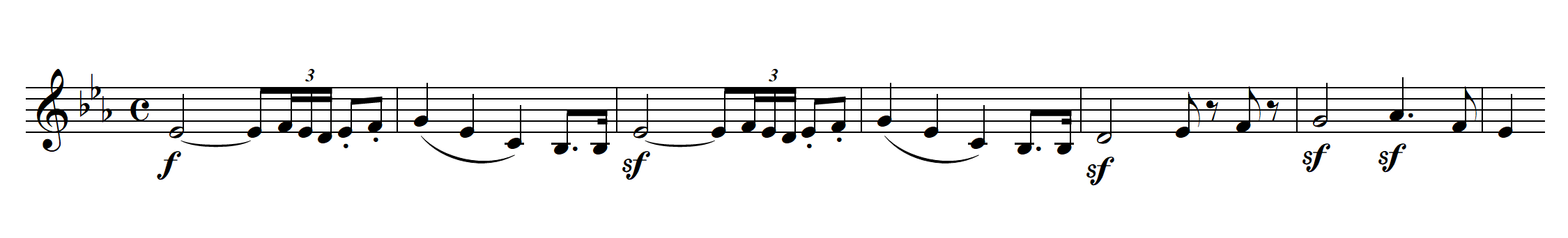
Beethoven – 5. Klavierkonzert; Hauptthema (T. 8–14), 1. Satz

## Instrumental und Vokalmusik (Auswahl)

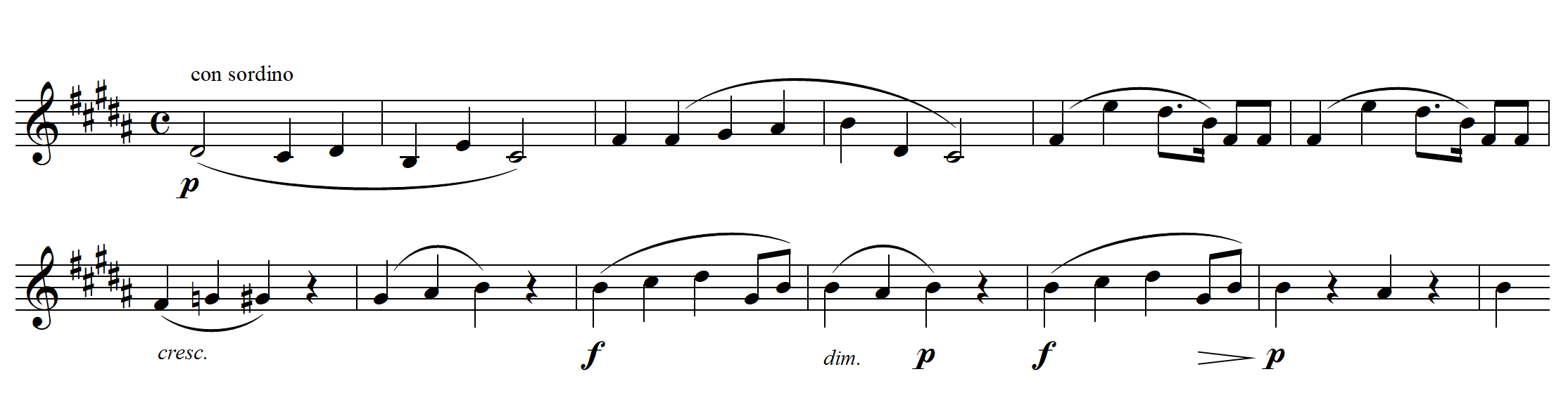
Beethoven – 5. Klavierkonzert; Hauptthema (T. 1–13), 2. Satz

- Ludwig van Beethoven:  5. Klavierkonzert Es-Dur op. 73, fertiggestellt. Die Uraufführung erfolgt 1811; 10. Streichquartett Es-Dur op. 74; 6 Lieder (op. 75); Klavierfantasie op. 77; Klaviersonate Nr. 24 Fis-Dur op. 78; Klaviersonate Nr. 25 G-Dur op. 79; 5 Lieder op. 82
- Johann Ladislaus Dussek: Notturno concertante für Klavier, Violine und Hornop. 68
- François-Joseph Gossec: Symphony in F major "Symphonie à 17 parties (Sinfonie in F-Dur)
- E. T. A. Hoffmann: Grand Trio E-Durfür Violine, Violoncello und Klavier
- Johann Simon Mayr: Alcide al bivio (Vertonung eines Werkes von Pietro Metastasio): Cantata per la morte di Haydn (Zu Ehren des verstorbenen Komponisten Joseph Haydn)
- Étienne-Nicolas Méhul: Symphonie Nr. 2. D-Dur
- Ferdinand Ries: Sinfonie Nr. 1 D-Dur op. 23
- Gioachino Rossini: Messa (Rimini); Variazzioni di clarinetto
- Louis Spohr: Konzertsatz für Violine und Orchester(um 1809); Violinkonzert Nr. 6 g-Moll, op. 28
- Carl Maria von Weber: Andante e rondo ongarese für Viola und Orchester J.79

## Musiktheater
- 14. März: Im Theater am Kärntnertor in Wien kommt die Oper Die Schweizer Familie von Joseph Weigl zur Uraufführung. Das Libretto stammt von Ignaz Franz Castelli.
- 21. August: Uraufführung der Oper Killing no Murder op. 129 von James Hook
- 28. August: Uraufführung der Oper Safe and Sound op. 130 von James Hook
- 26. September: Uraufführung der Oper Elise-Hortense ou Les Souvenirs de l’enfance von Nicolas Dalayrac in Paris, (Opéra-Comique).
- 28. November: Uraufführung der Oper Fernand Cortez von Gaspare Spontini in Paris.
- 30. November: Die Uraufführung der Oper Pimmalione von Luigi Cherubini findet in Paris statt.

Weitere Uraufführungen
- Johann Simon Mayr: Il ritorno di Ulisse (Oper) uraufgeführt in Venedig
- E. T. A. Hoffmann: Wiedersehn! (Bühnenwerk); Dirna (Bühnenwerk)
- Victor Dourlen: La Dupe de son art ou Les Deux Amants, (Bühnenwerk)
- Peter von Winter: Colmal (Heroische Oper). Die Uraufführung fand in München statt.

## Geboren

### Geburtsdatum gesichert
- 11. Januar: John Wade Thirlwall, englischer Dirigent und Komponist († 1875)
- 20. Januar: Sebastián de Yradier, spanischer Komponist († 1865)

Felix Mendelssohn Bartholdy; * 3. Februar

- 03. Februar: Felix Mendelssohn Bartholdy, deutscher Komponist († 1847)
- 17. Februar: Adolphe Claire Le Carpentier, französischer Musikpädagoge und Komponist († 1869)
- 25. Februar: Charles Louis Napoléon d’Albert, französischer Ballettkomponist und Ballettmeister († 1886)
- 11. März: Louis-Constantin Boisselot, französischer Klavierbauer († 1850)
- 19. März: Fredrik Pacius, deutscher Komponist († 1891)
- 29. März: Samuel Russell Warren, kanadischer Orgelbauer († 1883)
- 31. März: Otto Lindblad, schwedischer Komponist († 1864)
- 07. April: Edward Seguin, US-amerikanischer Opernsänger und Impresario († 1852)
- 23. April: Eugène Prévost, französischer Komponist und Dirigent († 1872)
- 09. Juni: Giovanni Gentiluomo, österreichischer akademischer Maler, Opernsänger und Gesangslehrer († 1866)
- 22. Juli: Heinrich Proch, österreichischer Komponist († 1878)
- 30. August: Adolf Friedrich Hesse, deutscher Organist und Komponist († 1863)
- 01. September: Catharina Sophia Karels, niederländische Konzertsängerin und Gesangslehrerin († 1842)
- 02. November: Carl Schnabel, deutscher Pianist, Komponist und Klavierbauer († 1881)
- 01. Dezember: Joseph Gungl, ungarischer Komponist († 1889)

### Genaues Geburtsdatum unbekannt
- Anne Childes Seguin, US-amerikanische Opernsängerin († 1888)
- Ludwig Weineck, deutscher Orgel- und Klavierbauer († 1884)

## Gestorben

### Todesdatum gesichert
- 06. Februar: Francesco Azopardi, maltesischer Komponist (* 1748)
- 12. April: Anton Steiger, deutscher Schauspieler, Theaterregisseur und Theaterdirektor (* 1756)
- 17. April: Johann Christian Kittel, deutscher Organist und Komponist (* 1732)

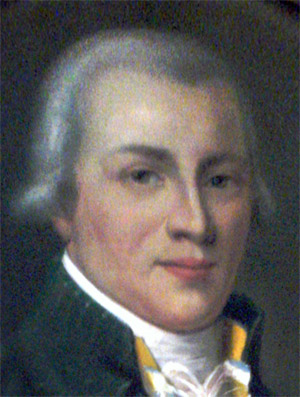
Bernhard Schott; † 26. April

- 26. April: Bernhard Schott, deutscher Musiker und Musikverleger (* 1748)
- 31. Mai: Joseph Haydn, österreichischer Komponist der klassischen Periode (* 1732)
- 03. Juli: Joseph Quesnel, kanadischer Komponist, Schriftsteller und Schauspieler (* 1746)
- 24. Juli: Johann Gottfried Eckard, deutscher Pianist und Komponist (* 1735)
- 21. September: Alexander Reinagle, US-amerikanischer Komponist (* vor 1756)
- 09. Oktober: Johann Baptist Oberascher, Salzburger Glocken- und Kanonengießer (* 1737)
- 31. Dezember: Franz Ignaz Beck, deutscher Komponist (* 1734)

### Genaues Todesdatum unbekannt
- Carl Gottlieb Richter, deutscher Pianist, Organist und Komponist (* 1728)